# Schiffshebewerk Saint-Louis/Arzviller

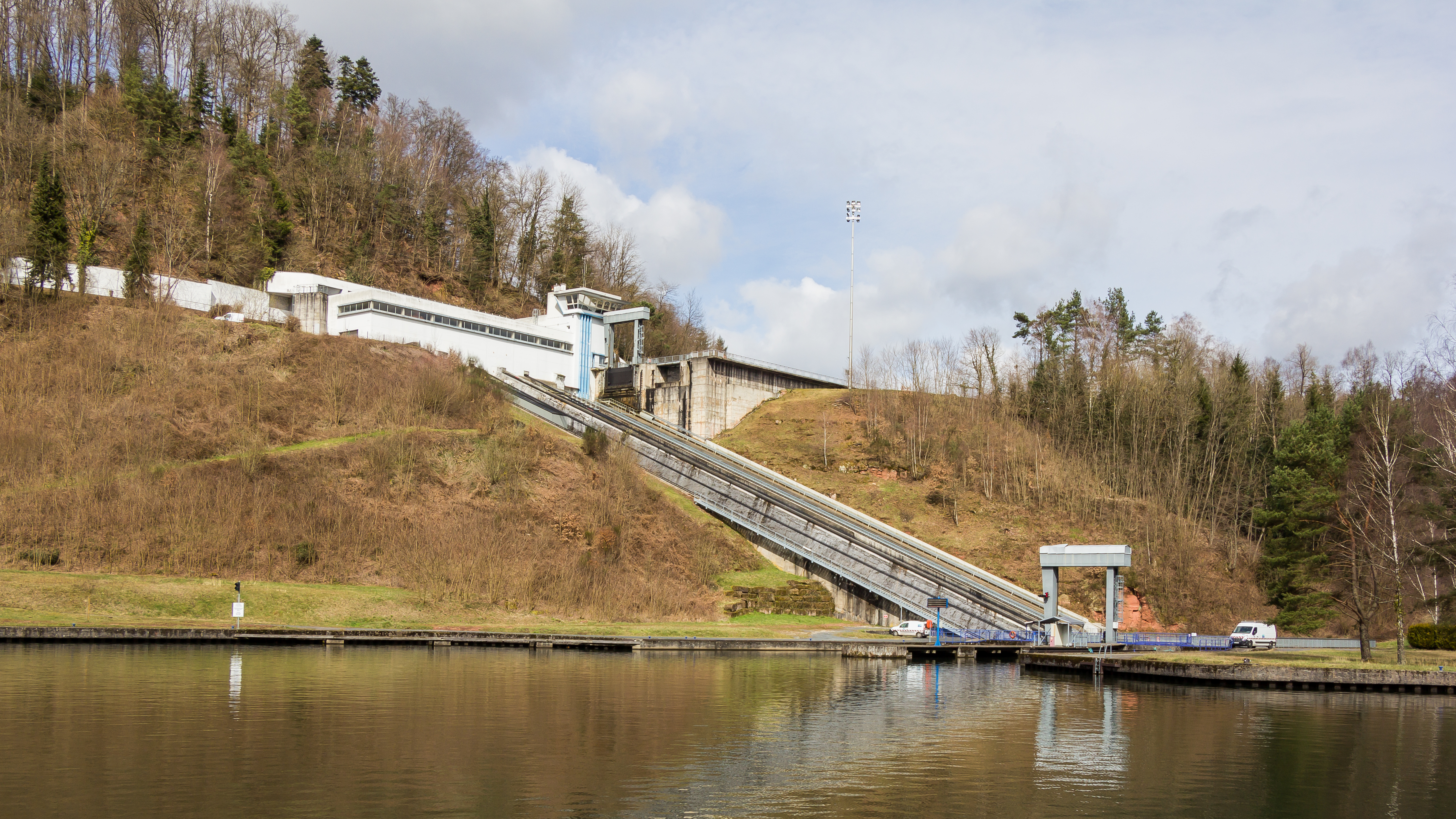
Schiffshebewerk Saint-Louis/Arzviller

Das Schiffshebewerk Saint-Louis/Arzviller (deutsch eigentlich Schiffshebewerk St. Ludwig/Arzweiler, französisch Plan incliné de Saint-Louis/Arzviller) ist Teil des Rhein-Marne-Kanals. Es ist seit 1969 in Betrieb und ersetzt mit einem Höhenunterschied von 44,55 m 17 vormalige Schleusen zwischen Saint-Louis und Arzviller in Lothringen und dem Tal der Zorn.

## Technik

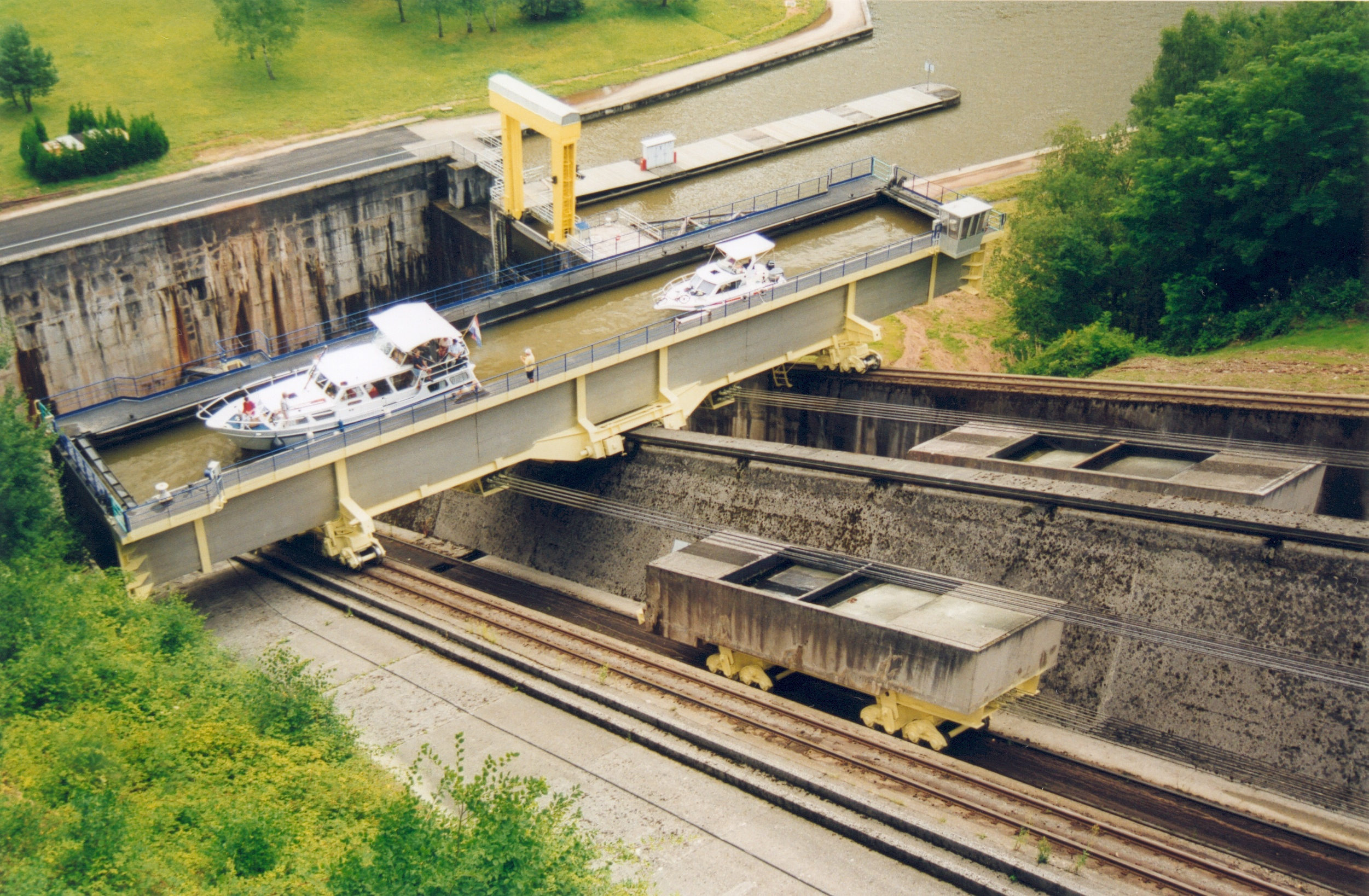
Schrägaufzug des Schiffshebewerks

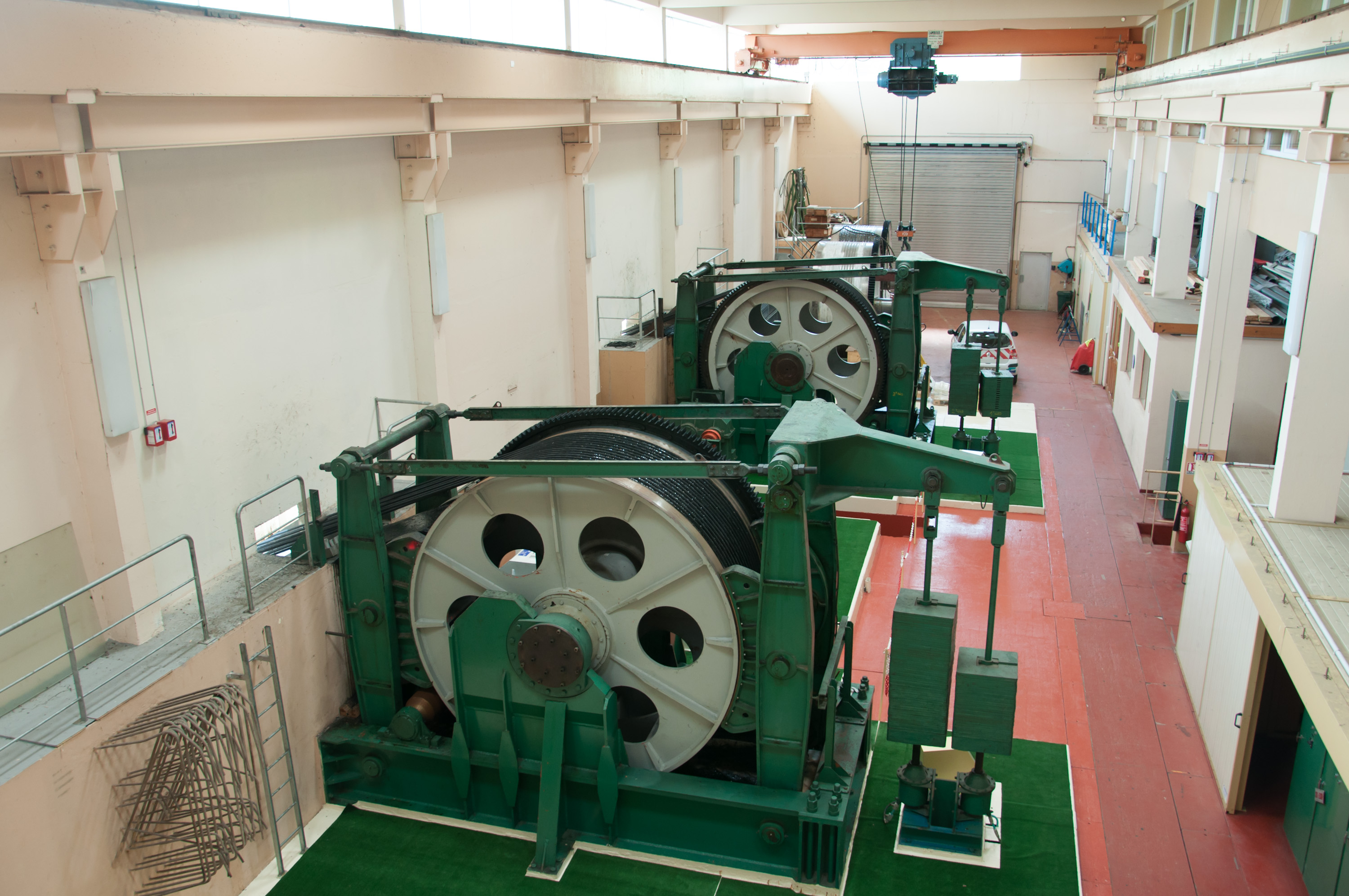
Oben befindliche Maschinenhalle mit Umlenkrollen für die zwei Mehrfach-Zugseile: Zahnkranz für den Antrieb an je einer Seite, zwei Bremsbacken an je beiden Seiten.

Die Anlage ist ein Schiffshebewerk mit Nassförderung; Kern ist ein auf Rollen gelagerter Trog, der durch Seile gehalten wird und sich mit zwei Gegengewichten im Gleichgewicht befindet. Der Trog ist 41,50 m lang und 5,50 m breit. Die Wassertiefe beträgt 3,20 m; der mit Wasser gefüllte Trog wiegt etwa 900 Tonnen. Er wird durch elektrisch angetriebene Winden auf einer schiefen Ebene mit einem Gefälle von 41 % senkrecht zu seiner größten Ausdehnung bewegt. Die schiefe Ebene verbindet den bergseitigen Kanal, der aus Richtung Nancy kommt, mit dem talseitigen Kanal, der weiter in Richtung Straßburg führt.
Bei der Talfahrt wird der Trog mit so viel Wasser gefüllt, dass sein Gewicht etwas größer ist als das der Gegengewichte. Für die Bergfahrt wird umgekehrt etwas Wasser in den talseitigen Kanal abgelassen, so dass der Trog etwas leichter ist als die Gegengewichte. Für den Antrieb des Troges reichen daher zwei Elektromotoren mit Leistungen von je 88 kW (120 PS) aus, die als Ward-Leonard-Umformer geschaltet sind. Die Beschleunigung beim Anfahren und Abbremsen beträgt 0,02 m/s2 und die Maximalgeschwindigkeit 0,60 m/s.
Wenn der Trog an der Tal- oder Bergstation eintrifft, wird zunächst der Zwischenraum zwischen dem Trog und dem Kanal durch einen beweglichen Dichtungsrahmen geschlossen. Anschließend werden das Trog- und das Kanaltor angehoben und somit den Schiffen die Ein- und Ausfahrt ermöglicht. Vor der Abfahrt werden die beiden Tore wieder abgesenkt und der Zwischenraum wird durch Öffnen eines Schiebers geleert. Danach wird der Dichtungsrahmen wieder abgehoben und der Trog kann losfahren.
Die Zeit von der bergseitigen Einfahrt bis zur talseitigen Ausfahrt beträgt etwa 25 Minuten, von denen vier Minuten auf die Fahrt des Troges entfallen. Das Hebewerk ist in der Lage, zirka 40 Frachtschiffe pro Tag und Richtung zu schleusen. Seit einer kürzlich durchgeführten Reparatur beträgt die Fahrzeit 18 Minuten plus Ein/Ausfahrt, somit insgesamt 40 Minuten. Laut Auskunft des Schleusenmeisters verursacht ein erneuertes Zahnrad starke Laufgeräusche bei höheren Geschwindigkeiten.
Außer diesem Schiffshebewerk sind weltweit nur zwei ähnliche Konstruktionen mit Schrägaufzug in Betrieb. Jenes im belgischen Ronquières (Schiffshebewerk Ronquières) am Kanal Charleroi-Brüssel funktioniert nach dem gleichen Prinzip, nur sind die Tröge in Längsbauweise angelegt, während das Hebewerk von St. Louis-Arzviller den Trog quer zur Schiffsfahrtrichtung hochzieht. Das Schiffshebewerk am Krasnojarsker Stausee im russischen Krasnojarsk am Jenissei kann als überdimensionierte Zahnradbahn bezeichnet werden.

## Bau
Der 1853 eröffnete Rhein-Marne-Kanal hatte den Höhenunterschied zwischen der Scheitelhaltung in den Vogesen und dem Zorntal entlang des Teigelbachtals mit einer Schleusentreppe von 17 Schleusen auf einer Länge von 4 km überwunden. Wegen der engen Krümmungsradien und der kurzen Stauhaltungen des Kanals in diesem Bereich war die Schleusentreppe von Arzviller ein gefürchteter Engpass für die Schifffahrt. Ein Ausbau des Kanals in diesem Bereich wurde durch die Enge des Tals und bestehende Viadukte der Bahnstrecke Paris–Strasbourg erschwert.
1962 wurde ein Wettbewerb ausgeschrieben, mit der Bedingung, dass in den Lösungsvorschlägen die Schleusentreppe durch ein einziges Bauwerk ersetzt werden sollte. Der schließlich realisierte Entwurf musste sich gegen 39 andere Vorschläge durchsetzen, die von neun verschiedenen Anbietern erstellt worden waren.
Die Bauphase dauerte von 1964 bis 1969 und umfasste neben dem Bau des eigentlichen Schiffshebewerks auch die Kanalanschlüsse an den bestehenden Kanal. Bergseitig wurde hierzu ein 3,3 km langer Kanal in Hanglage gebaut, der die Scheitelhaltung verlängert; talseitig genügte ein neues Teilstück von 1 km Länge in der Talsohle des Zorntales. Das Hebewerk wurde so ausgelegt, dass es später für einen Tandembetrieb um einen Trog erweiterbar wäre. Für ein Schiffshebewerk mit Querförderung gab es damals keine modernen Vorgänger, so dass das gesamte Projekt auch experimentellen Charakter hatte. Am 27. Januar 1969 wurde das Schiffshebewerk für den Verkehr freigegeben und die Fahrtzeit damit auf der Strecke Straßburg–Nancy um einen Tag verkürzt.

## Wirtschaftliche Aspekte
Zur Zeit des Baus wurde das Schiffshebewerk als wichtiger technischer Fortschritt angesehen, der den Handel wesentlich erleichtern sollte. Die Personaleinsparung von zwei Betriebsingenieuren gegenüber 17 Schleusenwärtern sollte die Betriebskosten des Hebewerks decken. Schon bald danach wurde aber der Gütertransport auf Straße und Schiene so viel preisgünstiger, dass der Güterverkehr auf dem Rhein-Marne-Kanal unrentabel wurde. Der zweite Trog wurde daher nie gebaut. Heute wird das Abstiegsbauwerk hauptsächlich von Freizeitschiffern genutzt. Allerdings erzielt das Schiffshebewerk erhebliche Einnahmen aus dem Tourismus, indem Führungen und Schiffsrundfahrten angeboten werden.

## Unfälle und Stilllegungen
Am 4. Juli 2013 gab es einen Unfall ohne Personenschaden mit dem Ausflugsschiff Paris, in dessen Folge mehrere tausend Kubikmeter Wasser aus dem oberen Kanal und der in oberer Position befindlichen Wanne strömten. Aufgrund drohender Überschwemmungsgefahr wurde der nahegelegene Ort Lutzelbourg für mehrere Stunden evakuiert. Das Hebewerk war für zunächst unbestimmte Zeit außer Betrieb.
Am 30. April 2014 wurde der Betrieb wieder aufgenommen, am 10. Juli 2014 aber erneut eingestellt, weil wichtige Teile des Antriebes defekt waren. Seit dem 3. August 2015 ist das Hebewerk wieder in Betrieb.

## Weitere Bilder

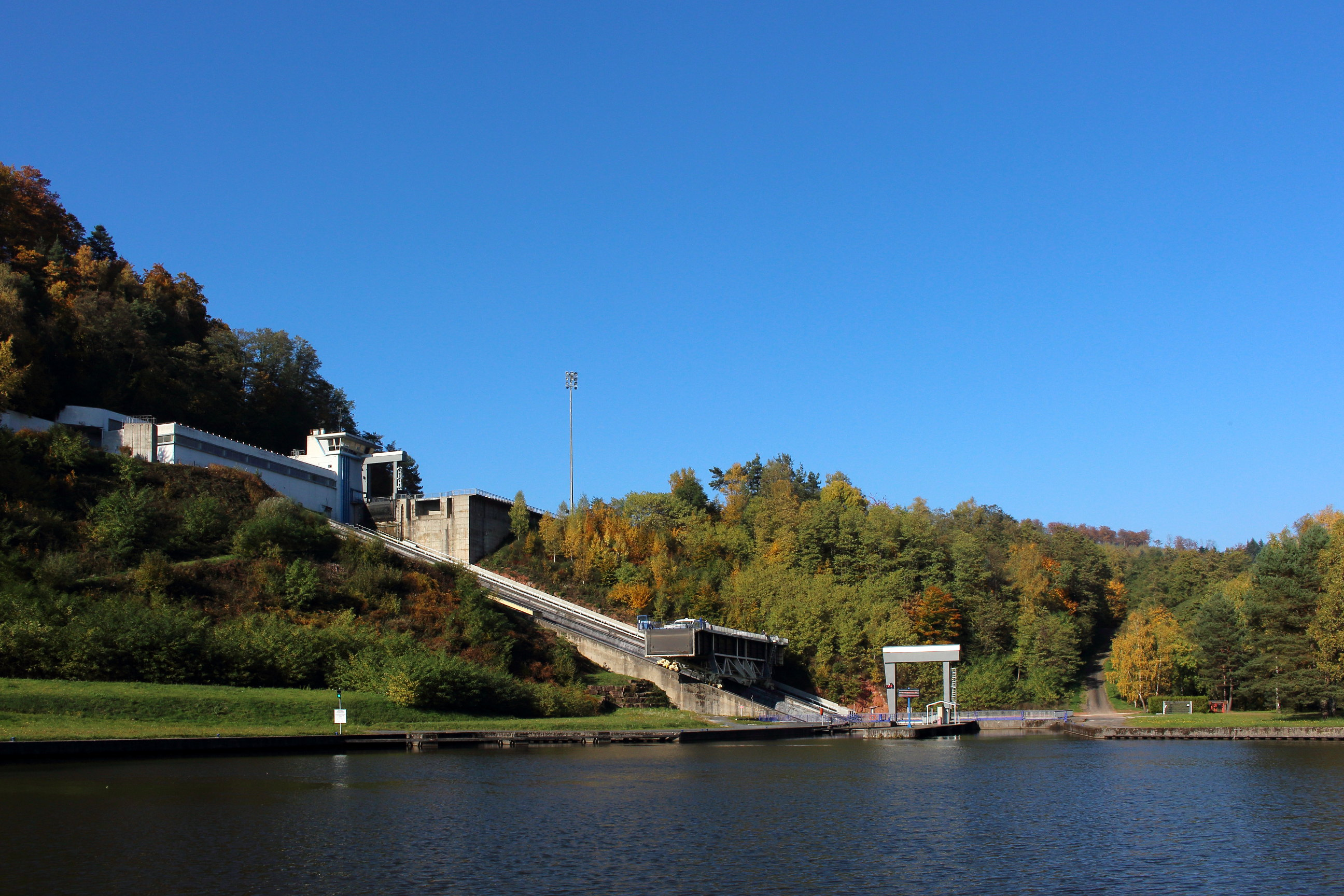
Überblicksbild von unten
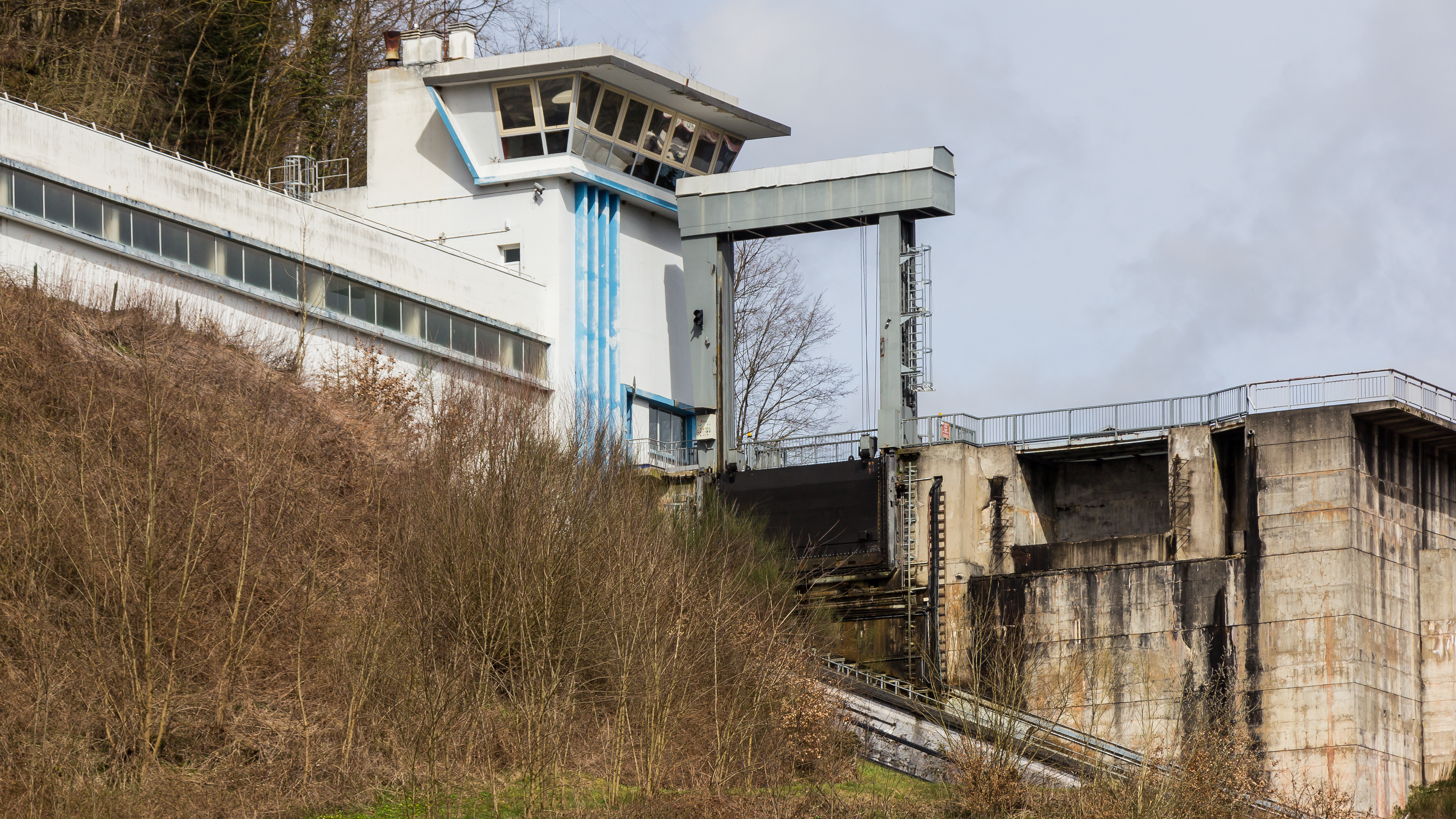
Blick von unten auf das obere Schleusentor
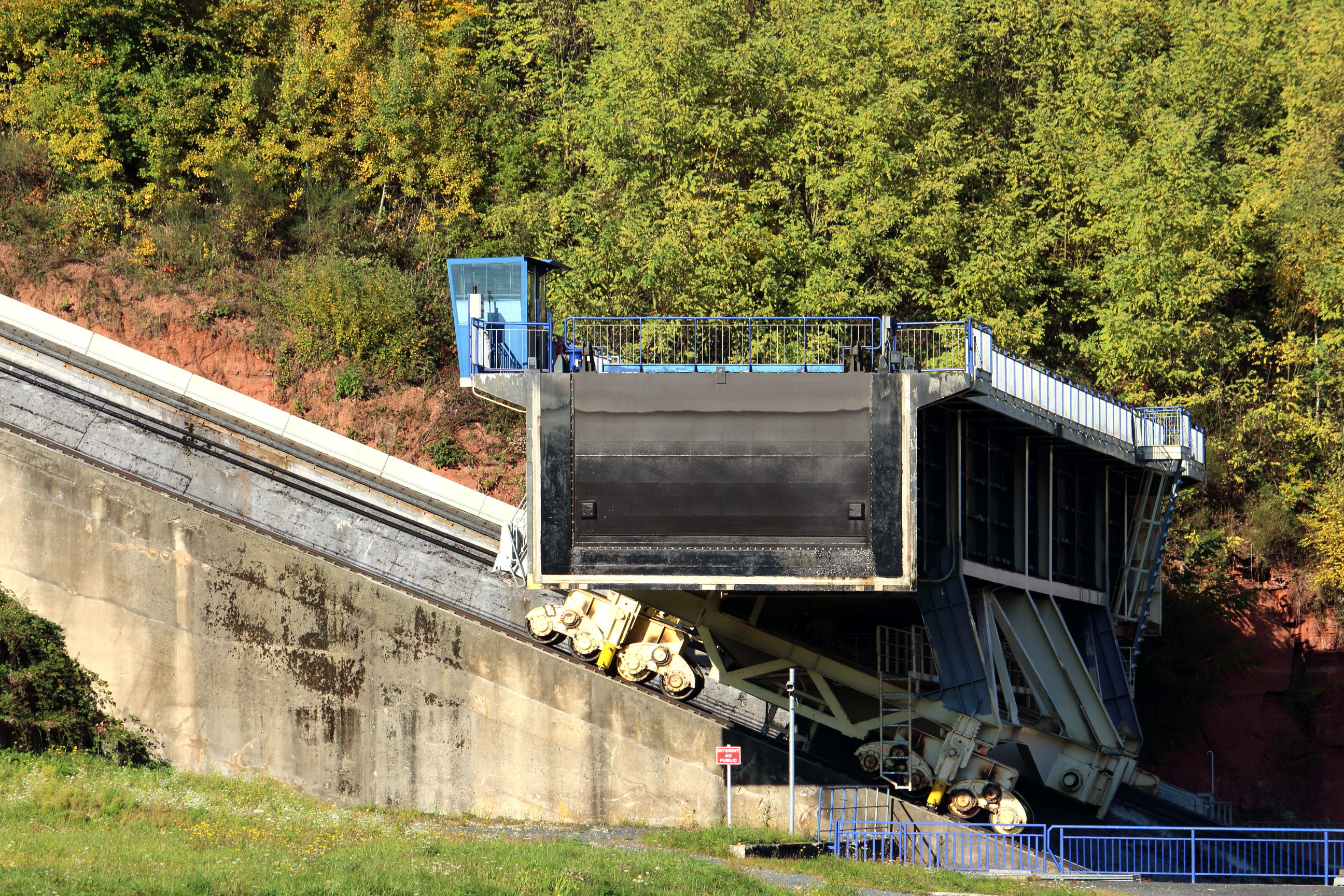
Trog bei der Fahrt
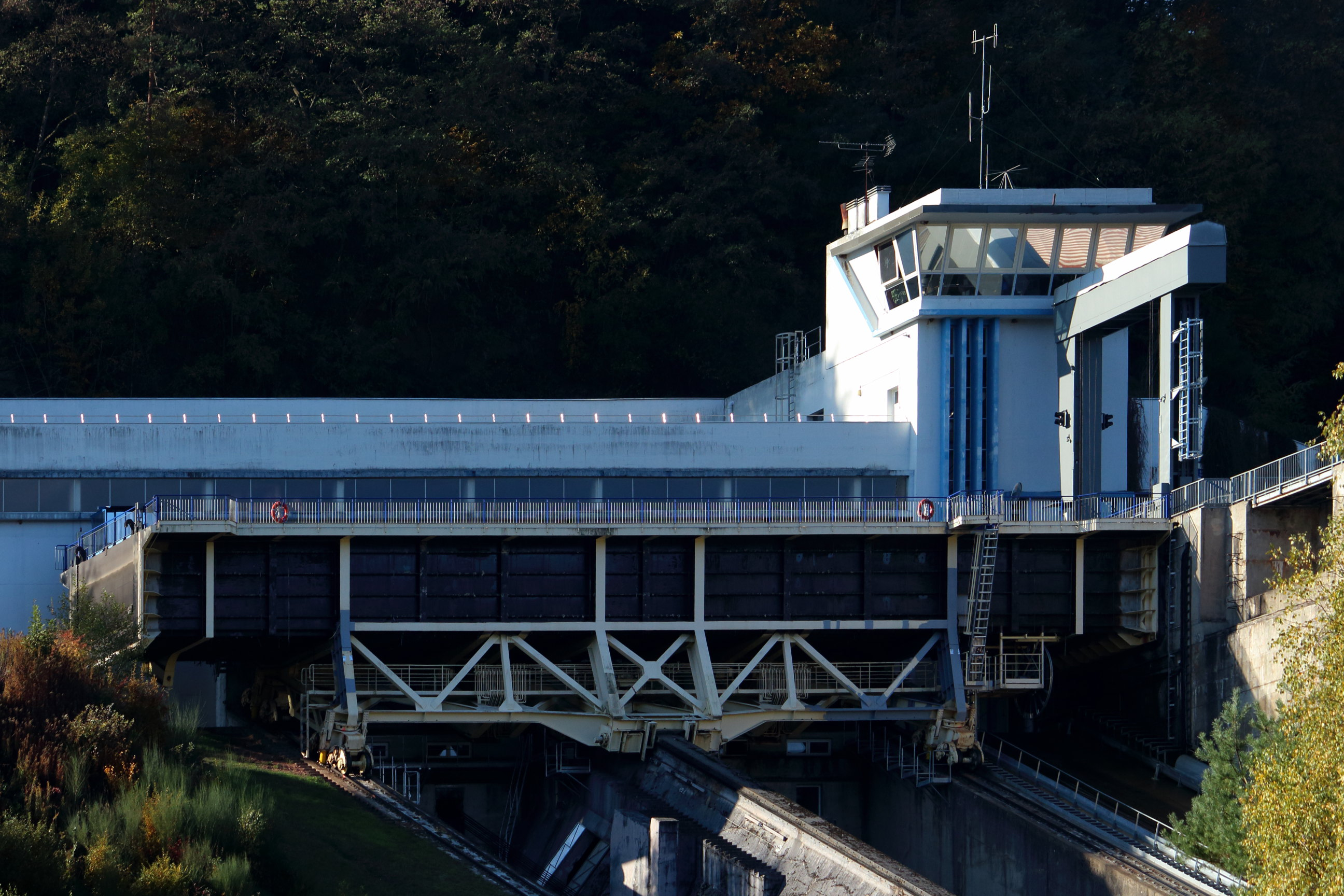
Trog in oberer Position
- Video